# Spazio polacco
In matematica, uno spazio polacco è una struttura topologica astratta, che deve il suo nome alla scuola di matematici polacchi che all'inizio del XX secolo ne studiarono le proprietà. I principali risultati riguardanti spazi polacchi sono infatti legati ai nomi di Wacław Sierpiński, Kazimierz Kuratowski e Alfred Tarski.
Oggi l'interesse degli spazi polacchi risiede principalmente nel fatto che essi sono la struttura naturale su cui studiare la teoria descrittiva degli insiemi, ed in particolare le relazioni di equivalenza di Borel. Inoltre, la maggior parte dei risultati della teoria della probabilità riguardano misure di probabilità su spazi polacchi, rendendone l'uso piuttosto diffuso in questo settore della matematica.

## Definizione
Uno spazio topologico {\displaystyle (X,{\mathcal {\mathrm {T} }})} si dice polacco se esso è uno spazio separabile e completamente metrizzabile. Nel caso in cui ci si riferisca ad una particolare metrica, si parla anche di spazio metrico polacco.

## Risultati
Ci sono numerosi risultati concernenti la topologia di uno spazio polacco, e le costruzioni che si possono effettuare su di esso.
- Il teorema di Alexandrov afferma che ogni sottoinsieme Gδ di uno spazio polacco è uno spazio polacco, se equipaggiato con la topologia relativa.

- Il teorema di Cantor-Bendixson afferma che ogni sottoinsieme chiuso di uno spazio polacco è unione disgiunta di un insieme perfetto e di un insieme numerabile.

- Il teorema di Kuratowski afferma, fra l'altro[2], che ogni spazio polacco non numerabile ha necessariamente la potenza del continuo, e che due spazi polacchi non numerabili sono isomorfi come spazi misurabili equipaggiati con la σ-algebra di Borel.